# Marta García Aller
Marta García Aller (Madrid, 1980) es una periodista y escritora española.

## Biografía
Es columnista habitual en el diario digital español El Confidencial. Colabora diariamente desde el 2018 en la tertulia del programa «Más de uno» de Carlos Alsina (Onda Cero), donde hace el comentario radiofónico «La primera de la mañana» a las 7:20. También es colaboradora habitual en programas de televisión como ‘Al Rojo Vivo’ de La Sexta y ‘YAS’ en Antena 3. Además, colabora en ocasiones en el programa La Brújula de Onda Cero en la tertulia de La Brújula de la Economía como analista.
Además, dirige y presenta el podcast Pausaen el que analiza los cambios de la sociedad contemporánea.
Estudió Humanidades y Periodismo en la Universidad Carlos III de Madrid. Realizó un máster en política europea en la Universidad de Bath en el Reino Unido. Antes de incorporarse a El Independiente, diario en el que trabajó desde su fundación hasta el 2019, pasó por las redacciones de la BBC en Londres, El Mundo, Actualidad Económica y la Agencia EFE. Ha trabajado como analista de economía y cronista de actualidad en el programa Por fin no es lunes, de Onda Cero.
Ha trabajado como profesora asociada del IE School of Human Sciences and Technology del IE Business School.

## Obra
- 2006 – La generación precaria. Editorial Espejo de tinta, Madrid. ISBN 9788496280786.
- 2010 – ¡Siga a ese taxi...! Editorial Plataforma, Madrid. ISBN 9788496981867.
- 2017 – El fin del mundo tal y como lo conocemos. Editorial Planeta, Madrid. ISBN 9788408175384.
- 2020 – Lo imprevisible. Editorial Planeta, Madrid. ISBN 978-8408221708.

## Premios
- Premio Vodafone de Periodismo en la categoría Economía. 2017.[6]
- Premio de Periodismo Económico Hispano-Luso. IE Business School. 2016.[7]
- Premio periodístico a la educación financiera de los ciudadanos. Instituto Aviva. 2015.[8]
- Premio de Periodismo a la Competitividad empresarial. AECOC. 2013.[9]
- Premio Citi Journalistic Excellence Award. 2013.[10]
- Segundo premio Joven y Brillante Diageo de Periodismo Económico. 2010.[11]
- Jóvenes talentos. ABC. 2003.[12]